# Lagrangeova věta (teorie grup)
Lagrangeova věta je základní tvrzení z teorie grup, jehož důsledkem je, že řád každého prvku či podgrupy dělí řád grupy. To znamená, že například grupa řádu 15 může mít prvky řádu 1, 3, 5 a 15, avšak nikoliv třeba 7. Věta nese jméno význačného matematika, Josepha Louise Lagrange.

## Přesné znění
Pro grupu G a její podgrupu H platí:
{\displaystyle |G|=[G:H]\cdot |H|}, kde |X| značí řád grupy X a [G:H] index grupy (počet levých cosetů H v G).

## Důkaz
Nejprve ukážeme, že levé cosety {\displaystyle gH=\{gh;\;h\in H\}} tvoří dohromady pro {\displaystyle \forall g\in G} rozklad množiny G. Protože {\displaystyle x\cdot e=x\in xH}, nepochybně levé cosety obsahují všechny prvky G. Abychom ukázali, že neobsahují žádný prvek dvakrát, předpokládejme naopak {\displaystyle xH\cap yH\neq \emptyset } pro nějaké {\displaystyle x,y\in G}. Jinými slovy pro nějaká {\displaystyle h_{1},h_{2}\in H} musí být {\displaystyle x\cdot h_{1}=y\cdot h_{2}}. Vynásobením na pravé straně prvkem {\displaystyle h_{2}^{-1}} dostaneme
{\displaystyle x\cdot h_{1}\cdot h_{2}^{-1}=y}. Pro jednoduchost provedeme substituci {\displaystyle t=h_{1}\cdot h_{2}^{-1}}. Vzhledem k definici podgrupy {\displaystyle t\in H}, a proto
{\displaystyle yH=\{yh;\;h\in H\}=\{(xt)h;\;h\in H\}=\{x(th);\;h\in H\}}.
{\displaystyle yH\subset xH}, neboť rovněž {\displaystyle (th)\in H}, a tudíž každý prvek v yH je obsažen v xH. Symetrickým postupem bychom získali {\displaystyle xH\subset yH}, a proto {\displaystyle yH=xH}.
Z čehož plyne, že cosety gH tvoří rozklad G.
Abychom ukázali, že řád všech cosetů je totožný, najdeme bijektivní zobrazení f z H na xH pro {\displaystyle \forall x\in G}. Definujme f rovnicí
{\displaystyle f(h)=xh}
- Důkaz injektivity: Předpokládejme {\displaystyle f(h_{1})=f(h_{2})}.

{\displaystyle x\cdot h_{1}=x\cdot h_{2}}. Obě strany vynásobíme zleva prvkem {\displaystyle x^{-1}}
{\displaystyle x^{-1}\cdot x\cdot h_{1}=x^{-1}\cdot x\cdot h_{2}}
{\displaystyle h_{1}=h_{2}}
- Surjektivita je zřejmá z definice.

Nechť {\displaystyle [G/H]} značí celkový počet všech (ať už levých nebo pravých) cosetů. Jak už jsme ukázali, cosety tvoří rozklad množiny G a každý z nich má tentýž řád |H|. Z těchto úvah plyne {\displaystyle |G|=[G/H]\cdot |H|}.
QED.

## Důsledky
Řád každého prvku {\displaystyle a\in G}, neboli nejnižší přirozené číslo n, pro které {\displaystyle a^{n}=e}, je řád cyklické grupy generované prvkem a, a proto podle Lagrangeovy věty n dělí řád grupy G.
Lagrangeova věta je silnějším tvrzením než Eulerova-Fermatova věta. Dá se ukázat, že množina zbytků modulo n, které jsou s n nesoudělná, tvoří s operací násobení grupu. Neutrální prvek je e = 1; existence inverzního prvku je důsledek Bézoutovy rovnosti pro gcd(g,n) = 1; asociativita vyplývá z vlastností modulární aritmetiky; uzavřenost grupy je zřejmá, neboť součin dvou čísel nesoudělných s n je rovněž nesoudělný, jakož i jeho zbytek po dělení modulo n. Řád takové grupy je právě {\displaystyle \varphi (n)}, což je Eulerova funkce. Podle Lagrangeovy věty má každý prvek g nějaký řád k, který je dělitelem čísla {\displaystyle \varphi (n)}. Odtud plyne
{\displaystyle \varphi (n)=kd}, kde {\displaystyle d\in \mathbb {Z} }
{\displaystyle g^{\varphi (n)}=g^{kd}=({g^{k}})^{d}=e^{d}=e}
což je ekvivalentí zápisu
{\displaystyle g^{\varphi (n)}\equiv 1{\pmod {n}}}.

## Příbuzná tvrzení
Lagrangeova věta dává nutnou podmínku pro řády podgrup (i prvků) grupy, nezaručuje ale jejich existenci. Naopak Sylowovy věty na základě řádu grupy zaručují existenci jistých podgrup v dané grupě - dají se tedy brát jako protipól Lagrangovy věty.